# دیک ۱۷۴۵۸
سیارک ۱۷۴۵۸ (به انگلیسی: 17458 Dick، نامگذاری:1990TP7) هفده هزار و چهارصد و پنجاه و هشتمین سیارک کشف شده‌است که در ۱۳ اکتبر ۱۹۹۰ کشف شد.
قدر مطلق سیارک برابر ۲۲.۴ است.